# Óscar Fernández Rodríguez
Óscar Fernández (La Corunya, 30 d'octubre de 1975) és un exfutbolista gallec, que ocupà la posició de migcampista.

## Trajectòria
Es va formar a les categories inferiors del Deportivo de La Corunya, però en etapa juvenil passa per l'Ural i la temporada 93/94, a l'Sporting de Gijón. A l'any següent és cedit al Gijón Industrial i a l'estiu de 1995 s'incorpora al primer filial sportinguista, on romandria quatre campanyes.
Amb el primer equip de l'Sporting tot just va disputar tres partits, un a la màxima categoria (97/98) i els altres dos a Segona (99/00). En busca d'oportunitats, la temporada 00/01 recala al Granada CF, on és titular, tot jugant 32 partits. A la temporada següent marxa al CD Ourense, on juga dues campanyes a bon nivell, i després passa al Yeclano CF.
A partir de la temporada 04/05 juga amb el CD Lugo, de Tercera Divisió. Amb els gallecs aconsegueix l'ascens a Segona B el 2006.

### Clubs
- 91-92 Deportivo de La Corunya Juvenil
- 92-93 Ural CF
- 93-94 Sporting Gijón Juvenil
- 94-95 UD Gijón Industrial
- 95-99 Sporting Gijón B
- 97-00 Sporting Gijón
- 00-01 Granada CF
- 01-03 CD Ourense
- 03-04 Yeclano CF
- 04- CD Lugo